# NGC 4933B
NGC 4933B is een elliptisch sterrenstelsel in het sterrenbeeld Maagd. Het hemelobject werd op 9 mei 1784 ontdekt door de Duits-Britse astronoom William Herschel.

## Synoniemen
- PGC 45142
- IC 4173
- MCG -2-33-101
- Arp 176
- 2MASX J13035697-1129475
- USGC S201 NED03
- GSC 5539 00261N
- Holm 502A